# Abacion magnum
Abacion magnum là một loài cuốn chiếu thuộc họ Abacionidae. Loài này được phát hiện ở Bắc Mỹ. Trong điều kiện nuôi nhốt, Abacion magnum được cho là ăn côn trùng chết cũng như xác chết của đồng loại.